# Tolemaide (figlia di Tolomeo I)
Tolemàide (in greco antico: Πτολεμαΐς?, Ptolemaìs; Menfi o Alessandria d'Egitto, 315 a.C. circa – post 287 a.C.) è stata una principessa egizia del periodo tolemaico, figlia del re d'Egitto Tolomeo I e della regina Euridice e quinta e ultima moglie del re di Macedonia Demetrio I Poliorcete.

## Biografia
Nipote, per parte della madre Euridice, dello stratego di Macedonia Antipatro e figlia del re d'Egitto Tolomeo I, Tolemaide era la sorella dei re di Macedonia Tolomeo Cerauno e Meleagro e della regina Lisandra, moglie di Alessandro V.
Il padre Tolomeo I, ex guardia del corpo di Alessandro Magno, si era insediato sul trono d'Egitto nel 304 a.C., che gli era stato assegnato come satrapia dal reggente Perdicca nell'ambito della spartizione dell'impero macedone alla morte del re nel 323 a.C.

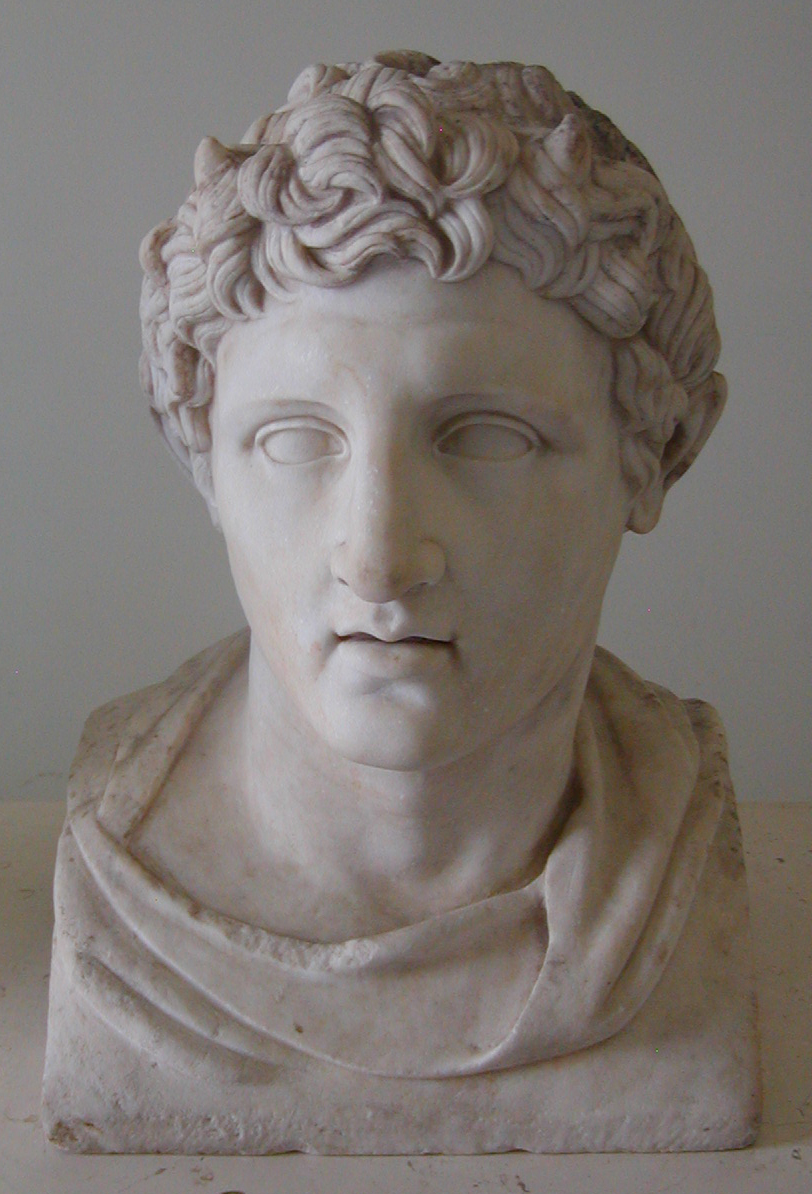
Demetrio, marito di Tolemaide.

Non è nota la data esatta della nascita di Tolemaide, rispettivamente l'antica e la nuova capitale del regno, pochi anni dopo l'arrivo della madre Euridice e il suo matrimonio col re (320 a.C. circa).
Il padre di Tolemaide aveva perseguito una politica di matrimoni dinastici per consolidare il suo regno, dando in sposa le figlia Arsinoe II, avuta dalla seconda moglie Berenice I, a Lisimaco, le figliastre Teossena ed Antigone rispettivamente ad Agatocle, tiranno di Siracusa e a Pirro, re dell'Epiro, e la figlia Lisandra, sorella di Tolemaide, prima a Alessandro, figlio di Cassandro e successivamente ad Agatocle, figlio di Lisimaco.
Secondo la testimonianza di Plutarco Tolemaide era stata promessa al re di Macedonia Demetrio I Poliorcete già nel 303 a.C. circa, ma il matrimonio effettivo avvenne solo parecchi anni dopo, nel 287 a.C., per volontà della madre Euridice, che accompagnò personalmente la figlia a Mileto, dove avvennero le nozze.
A quel tempo, Demetrio aveva già perso il regno di Macedonia per opera di Pirro e di Lisimaco, che nel 288 a.C. avevano conquistato il trono. In quell'occasione, Demetrio aveva dovuto fuggire rocambolescamente con un travestimento mentre la sua seconda moglie Fila, che era tra l'altro la zia di Tolemaide, si era tolta la vita pur di non cadere nelle mani di Pirro.
Tolemaide fu la quinta ed ultima moglie di Demetrio: la prima moglie, Fila, si era tolta la vita nel 288 a.C. La seconda, Euridice di Atene, era probabilmente morta prima dell'ascesa al trono del Poliorcete (294 a.C.) mentre la terza, Deidamia I, lo era sicuramente. Non è nota la data di morte di Lanassa, quarta moglie di Demetrio, probabilmente ancora in vita al momento del matrimonio con Tolemaide. La poligamia era infatti normale tra i re macedoni.
Il matrimonio di Tolemaide con Demetrio durò però solo per poco tempo: nel 285 a.C., infatti, il Poliercete fu catturato da Seleuco e morì l'anno successivo in cattività.
Tolemaide e Demetrio ebbero un figlio, Demetrio il Bello, che divenne re di Cirene nel 250 a.C. circa.

## Ascendenza
|           |           |                       | Genitori  |  |  | Nonni |  |  | Bisnonni |  |
|           |           |                       |           |  |  | Lago  |  |  | …        |  |
|           |           |                       |           |  |  | Lago  |  |  | …        |  |
|           |           | …                     |           |  |  | Lago  |  |  |          |  |
| Tolomeo I |           |                       |           |  |  | Lago  |  |  |          |  |
|           |           | …                     | …         |  |  |       |  |  |          |  |
|           |           | …                     | …         |  |  |       |  |  |          |  |
|           |           | …                     | …         |  |  |       |  |  |          |  |
| Tolemaide |           | …                     |           |  |  |       |  |  |          |  |
|           | Antipatro | …                     |           |  |  |       |  |  |          |  |
|           | Antipatro | …                     |           |  |  |       |  |  |          |  |
|           | Antipatro | …                     |           |  |  |       |  |  |          |  |
| Euridice  | Antipatro |                       |           |  |  |       |  |  |          |  |
|           |           | Antigone di Macedonia | Cassandro |  |  |       |  |  |          |  |
|           |           | Antigone di Macedonia | Cassandro |  |  |       |  |  |          |  |
|           |           | Antigone di Macedonia | …         |  |  |       |  |  |          |  |
|           |           | Antigone di Macedonia |           |  |  |       |  |  |          |  |